# Homaliodendron handelii
Homaliodendron handelii är en bladmossart som beskrevs av Brotherus 1929. Homaliodendron handelii ingår i släktet Homaliodendron och familjen Neckeraceae. Inga underarter finns listade i Catalogue of Life.